# Nightfall (album)
Nightfall – drugi album szwedzkiego doom metalowego zespołu Candlemass. Pierwszy raz w historii zespołu zaśpiewał Messiah Marcolin zastępując ówczesnego wokalistę Johana Längqvista. Od zespołu odszedł także perkusista Matz Ekström oraz gitarzysta Klas Bergwall, których zastąpili kolejno Jan Lindh i Lars Johansson. Album doczekał się reedycji w 2001 roku dzięki studiu Powerline Records.

## Lista utworów
Wszystkie piosenki zostały napisane przez Leifa Edlinga poza ”Black Candles” autorstwa Mike'a Wead'a oraz ”Marche Funebre”, której melodię napisał Fryderyk Chopin w 1837 roku.
1. ”Gothic Stone” -	00:48
2. ”The Well of Souls” -	07:27
3. ”Codex Gigas” -	02:20
4. ”At the Gallows End” -	05:48
5. ”Samarithan” 	- 05:31
6. ”Marche Funebre” -	02:22
7. ”Dark Are the Veils of Death” -	07:08
8. ”Mourners Lament” -	06:10
9. ”Bewitched” -	06:38
10. ”Black Candles” -	02:18

## Wykonawcy
- Messiah Marcolin – wokal
- Mats Björkman – gitara rytmiczna
- Leif Edling – gitara basowa
- Jan Lindh – perkusja
- Lars Johansson – gitara prowadząca